# Zygmunt Kolenda
Zygmunt Szymon Kolenda (ur. 28 marca 1936 w Mościcach, zm. 5 lutego 2025) – polski inżynier i nauczyciel akademicki,  profesor nauk technicznych, działacz opozycji demokratycznej w okresie PRL. Ojciec Katarzyny Kolendy-Zaleskiej.

## Życiorys
W 1953 został absolwentem IV Liceum Ogólnokształcącego w Tarnowie. Ukończył studia z zakresu energetyki na Politechnice Śląskiej, a także fizykę na Uniwersytecie Jagiellońskim. W 1965 uzyskał stopień doktora nauk technicznych, habilitował się w 1968. W 1976 otrzymał tytuł profesorski.
Zawodowo związany z Akademią Górniczo-Hutniczą w Krakowie. Obejmował na niej kolejne stanowiska. W 1978 został dziekanem Wydziału Metali Nieżelaznych. Stracił tę funkcję w 1985 za współpracę z niejawnymi strukturami zdelegalizowanej „Solidarności”. W 1989 stanął na czele krakowskiego Komitetu Obywatelskiego. W tym samym roku otrzymał tytuł profesora nauk technicznych. Prowadził gościnne wykłady na uczelniach w Ameryce Północnej. Wykładowca na Wydziale Energetyki i Paliw Akademii Górniczo-Hutniczej w Krakowie.
Został członkiem prezydium Komitetu Termodynamiki i Spalania Wydziału IV Nauk Technicznych Polskiej Akademii Nauk oraz członkiem krajowym korespondentem i następnie członkiem krajowym czynnym Polskiej Akademii Umiejętności. Specjalizuje się m.in. w zakresie matematycznego modelowania procesów wymiany ciepła i masy oraz termodynamiki procesów nieodwracalnych.
W III RP dwukrotnie bez powodzenia kandydował do parlamentu. W 1991 ubiegał się o mandat poselski z lokalnej listy „Solidarni z Prezydentem” zorganizowanej przez Mieczysława Gila, a w 2001 o mandat senatorski z ramienia Bloku Senat 2001 (z rekomendacji Platformy Obywatelskiej, w której pełnił funkcję przewodniczącego okręgowego komitetu wyborczego). W 2015 został członkiem honorowego komitetu poparcia Bronisława Komorowskiego przed wyborami prezydenckimi.
Został pochowany na cmentarzu Salwatorskim w Krakowie.

## Odznaczenia i wyróżnienia
Odznaczony Krzyżem Kawalerskim i Oficerskim (2001) Orderu Odrodzenia Polski, Medalem Komisji Edukacji Narodowej oraz Odznaką „Honoris Gratia”. W 2015 wyróżniony tytułem honorowego profesora Politechniki Śląskiej.

## Publikacje
- Uzgadnianie bilansów substancji i energii w wieloogniwowych procesach metalurgii metali nieżelaznych, AGH, Kraków 1968.
- Transport ciepła i masy w procesach metalurgicznych, AGH, Kraków 1982.
- Energia jądrowa – ratunek czy zagłada. Blaski i cienie rozwoju energetyki (z Andrzejem Hrynkiewiczem), IFJ, Kraków 1986.
- Polska bez energetyki jądrowej (z Andrzejem Hrynkiewiczem), IFJ, Kraków 1987.
- Świat bez energetyki jądrowej (z Andrzejem Hrynkiewiczem), IFJ, Kraków 1987.
- Energetyka jądrowa a ochrona środowiska naturalnego. Materiały seminarium Kraków, 6–9 września 1988, IFJ, Kraków 1989.